# أولاف نيكولاي
أولاف نيكولاي (بالألمانية: Olaf Nicolai)‏ هو مصمم جرافيك وفنان ألماني، ولد في 1962 في هاله في ألمانيا.

## وصلات خارجية
- أولاف نيكولاي على موقع مونزينجر (الألمانية)